# クラウンブリッジ補綴学
クラウンブリッジ補綴学（クラウンブリッジほてつがく）とは、歯科補綴学の一分野で、インレー、クラウンやブリッジを用いて歯冠部の欠損や欠損歯の機能の回復することを主として研究、分析、治療を行う学問の事である。
クラウンやブリッジは歯科補綴物として異なるようには見えるが、共に、歯冠部の支台歯形成を行い、補綴物が歯根膜負担であるという大きな共通点があり、通常一つの学問としてまとめられる。多くの大学でクラウンブリッジ補綴学と義歯補綴学が第一補綴、第二補綴といったように分けられている。